# Les Aventures de Moby Dick
Les Aventures de Moby Dick (Moby Dick en version originale) est une série télévisée d'animation américaine en 18 segments de 7 minutes produite par le studio Hanna-Barbera et diffusée du 9 septembre 1967 au 6 janvier 1968 sur le réseau CBS.
En France, elle a été diffusée à partir du 8 février 1979 sur TF1 dans l'émission Acilion et sa bande.

## Genèse
Diffusé aux États-Unis le samedi matin, Moby Dick and Mighty Mightor était un Bloc de programmes de 30 minutes au sein duquel étaient proposés trois dessins animés : deux épisodes de Mightor (diffusé en France sous le même titre) et un épisode de Moby Dick, diffusé en France séparément de Mightor sous le titre Les Aventures de Moby Dick.

## Synopsis
Alors qu'ils sont perdus dans un typhon, Tom et Tubb, deux frères plongeurs sont secourus in-extremis par un cachalot blanc, Moby Dick. Ils se lient d'amitié avec le mammifère ainsi qu'un morse nommé Scooby. Ensemble, ils vont affronter de nombreux dangers dans les océans.

## Fiche technique
- Titre original : Moby Dick
- Titre français : Les Aventures de Moby Dick
- Réalisateur : Joseph Barbera, William Hanna
- Scénaristes : David Scott, Ed Brandt
- Dessinateur : Alex Toth
- Production : Joseph Barbera, William Hanna
- Sociétés de production : Hanna-Barbera
- Musique : Ted Nichols
- Pays d'origine : États-Unis
- Langue : anglais
- Nombre d'épisodes : 18
- Durée : 7 minutes

## Distribution

### Voix françaises
- Thierry Bourdon : Tom
- Francette Vernillat : Tubb
- Francis Lax : voix additionnelles de méchants

### Voix originales
- Bobby Resnick : Tom
- Barry Balkin : Tubb
- Don Messick : Scooby
- Norma MacMillan : Petit Rock

## Épisodes
1. La Terrible Soucoupe des mers (The Sinister Sea Saucer)
2. La Pieuvre électrique (The Electrifying Shoctopus)
3. Les Crabes (The Crab Creatures)
4. Le Monstre marin (The Sea Monster)
5. Le Monde sous-marin (The Undersea World)
6. Les Chauves-souris (The Aqua Bats)
7. Le Monstre de glace (The Iceberg Monster)
8. Les Hommes-Requins (The Shark Men)
9. Les coquilles attaquent (The Saucers Shells)
10. La Reine des anguilles (Moraya, The Eel Queen)
11. Le Maître des vaisseaux perdus (Toadus, Ruler of the Dead Ships)
12. Les Hommes-Cerveaux (The Cereb-Men)
13. Le Tourbillon mortel (The Vortex Trap)
14. Les Créatures de sable (The Sand Creatures)
15. L'Arche (The Sea Ark)
16. La Sirène (The Shimmering Screen)
17. L'Invasion (Soodak the Invader)
18. Le Bateau-pirate (The Iguana Men)

## DVD
Aux États-Unis, l'intégralité des épisodes est sortie en coffret 2 DVD sous le titre Moby Dick and Mighty Mightor : The Complete Series dans la collection Hanna Barbera Classic Collection le 12 septembre 2011 chez Warner Archives. L'audio est en anglais avec les sous-titres également en anglais. Il est multi-zones bien qu'annoncé lisible en zone 1.